# Provincia franciscana del Santísimo Nombre de Jesús en Guatemala
La Provincia franciscana del Santísimo Nombre de Jesús fue el nombre que recibió el conjunto de conventos y propiedades que tenían los frailes franciscanos en Guatemala durante la época colonial, específicamente entre 1540 y 1754.  

## Antecedentes
La corona española se enfocó en la catequización de los indígenas; las congregaciones fundadas por los misioneros reales en el Nuevo Mundo fueron llamadas «doctrinas de indios» o simplemente «doctrinas». Originalmente, los frailes tenían únicamente una misión temporal: enseñarle la fe católica a los indígenas, para luego dar paso a parroquias seculares como las establecidas en España; con este fin, los frailes debían haber enseñado los evangelios y el idioma español a los nativos. Ya cuando los indígenas estuvieran catequizados y hablaran español, podrían empezar a vivir en parroquias y a contribuir con el diezmo, como hacían los peninsulares.
Pero este plan nunca se llevó a cabo, principalmente porque la corona perdió el control de las órdenes regulares tan pronto como los miembros de éstas se embarcaron para América. Por otra parte, protegidos por sus privilegios apostólicos para ayudar a la conversión de los indígenas, los misionares solamente atendieron a la autoridad de sus priores y provinciales, y no a la de las autoridades españolas ni a las de los obispos. Los provinciales de las órdenes, a su vez, únicamente rendían cuentas a los líderes de su orden y no a la corona; una vez habían establecido una doctrina, protegían sus intereses en ella, incluso en contra de los intereses del rey y de esta forma las doctrinas pasaron a ser pueblos de indios que se quedaron establecidos para todo el resto de la colonia.
Las doctrinas fueron fundadas a discreción de los frailes, ya que tenían libertad completa para establecer comunidades para catequizar a los indígenas, con la esperanza de que estas pasaran con el tiempo a la jurisdicción de una parroquia secular a la que se le pagaría el diezmo; en realidad, lo que ocurrió fue que las doctrinas crecieron sin control y nunca pasaron al control de parroquias. La administración colectiva por parte del grupo de frailes eran la característica más importante de las doctrinas ya que garantizaba la continuación del sistema de la comunidad en caso falleciese uno de los dirigentes.

## Historia
Cuando los frailes franciscanos arribaron a Guatemala provenientes de España en 1530, les fueron asignadas 120 villas para catequizar. Fueron los primeros en mudarse al valle de Panchoy, en donde se asentó la ciudad de Santiago de los Caballeros de Guatemala, la capital de la Capitanía General de Guatemala en 1541. En esa ciudad construyeron una capilla en el solar en el que posteriormente se construyó la iglesia de la Escuela de Cristo; esta capilla fue destruida en 1575 por un terremoto y durante los siguientes diez años se hicieron colectas para construir el nuevo complejo, a dos cuadras del anterior.  Gaspar Arias Dávila —regidor de Milpas Altas que muriera en 1543— donó mil ducados para la construcción del Convento de San Francisco. En agradecimiento, los frailes colocaron en el presbiterio de la iglesia sendas esculturas de su efigie y la de su esposa.
Los franciscanos, establecieron entonces conventos y doctrinas en la diócesis de Guatemala, los cuales se hallaban diseminados en donde se encuentran los modernos departamentos de Sacatepéquez, Chimaltenango, Sololá, Quetzaltenango, Totonicapán, Suchitepéquez y Escuintla.  La «Provincia del Santísimo Nombre de Jesús», como se llamaba la región a cargo de los franciscanos, llegó a tener veinticuatro conventos.  Para 1700, en el  de evangelizar a aproximadamente mil ochocientas personas, principalmente indígenas, y tenían a su cargo cuatro doctrinas y doce cofradías.
En las cabezas de curato, diariamente se cantaba o rezaba la misa conventual con la asistencia de los oficiales de las cofradías y de sus esposas, quienes tenían velas encendidas en sus manos durante casi toda la misa.  Además, tanto en la sede del curato  como en los pueblos de visita de las doctrinas, se impartía doctrina a las niñas a partir de los seis años de edad a las dos de la tarde y, al ocaso, a los niños de la misma edad para que durante dos horas recibieran la instrucción cristiana.  La enseñanza consistía en recitar toda la doctrina y oraciones y hacer ejercicios con las preguntas del catecismo y estaba a cargo del doctrinero y de dos indios ancianos, llamados fiscales, en caso el doctrinero no pudiera asistir.  A los adultos se les atendía los domingos y días festivos, luego de la misa; se cerraban las puertas de la iglesia, y se rezaban todas las oraciones de la doctrina cristiana en idioma de la localidad, con todo el pueblo, hombres y mujeres.
La Cuaresma era una época en que se preparaba a los indígenas a la confesión y comunión anual obligatorias, predicándoles en idioma materno. Todos los domingos de Cuaresma se les predicaba en idioma materno, disponiéndoles a la confesión. Todos los viernes de Cuaresma  se hacían las estaciones con cantos y portando livianas cruces y, en cada una de ellas, se leía o cantaba el misterio en idioma materno, culminando con un sermón en el Calvario y la vuelta a la iglesia con cantos y rezos.
El complejo franciscano en la ciudad de Santiago de los Caballeros se convirtió en un importante centro cultural y religioso para todo el Reino de Guatemala: teólogos, juristas, filósofos, físicos y matemáticos estudiaron en su colegio de San Buenaventura, que estaba ubicado en donde actualmente están las ruinas del monasterio. En el colegio también estudiaron Cristóbal de Villalpando, Tomás de Merlo y Alonso de Paz. Tanto las capillas como el convento fueron expandidos durante el siglo xvii. En 1684 la estructura fue reforzada y logró resistir el terremoto de 1691. La nueva iglesia fue construida por Diego de Porres e inaugurada en 1702. Los terremotos de San Miguel de 1717 dañaron la estructura severamente, al igual que el terremoto de 1751.[cita requerida]

## Fin de la Provincia: Reformas borbónicas

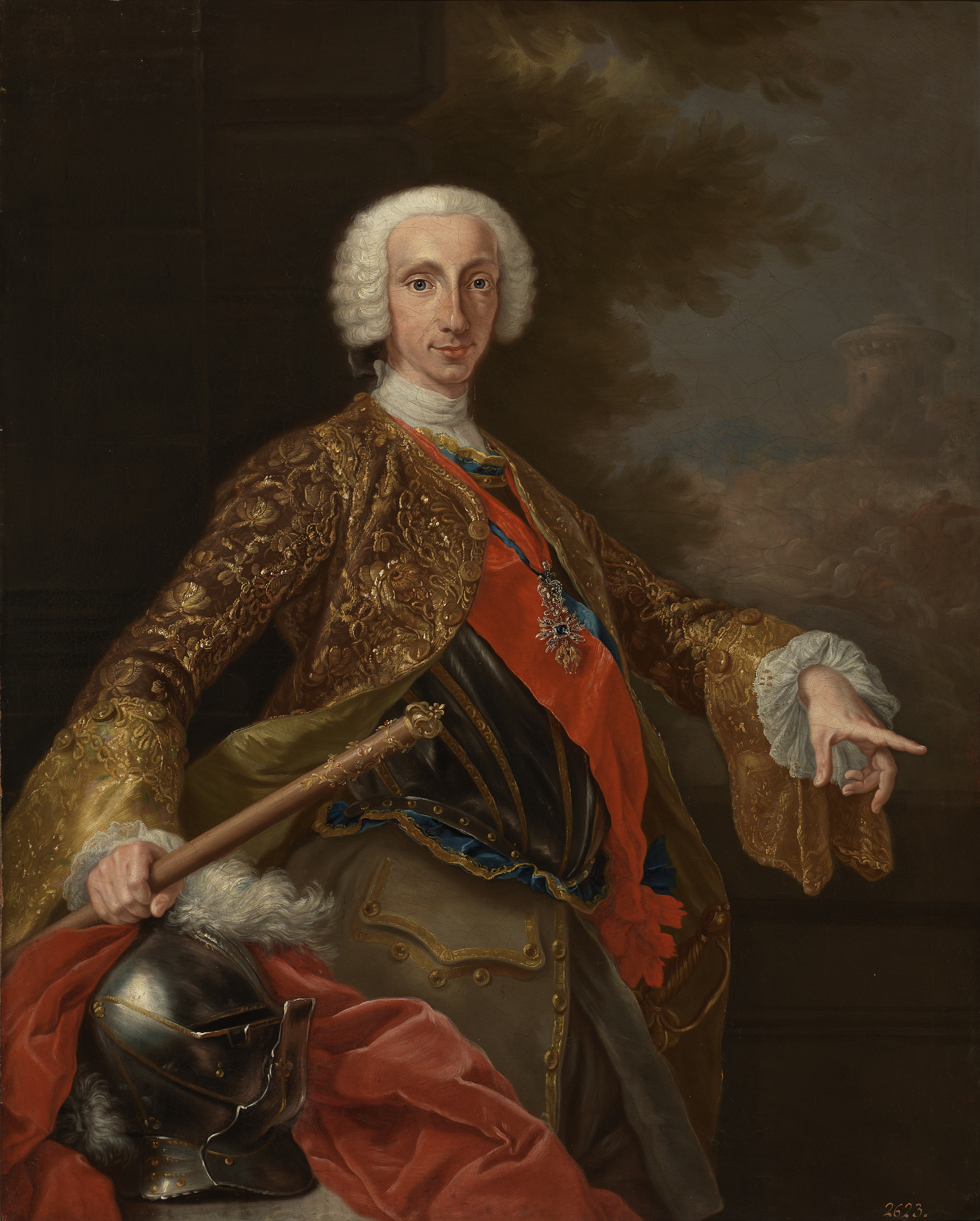
Rey Carlos III de España, promotor de las reformas borbónicas.

En 1754, en virtud de una Real Cédula parte de las Reformas Borbónicas, todos los curatos de las órdenes regulares fueron traspasados al clero secular. En 1765 se publicaron las reformas borbónicas de la Corona española, que pretendían recuperar el poder real sobre las colonias y aumentar la recaudación fiscal. Con estas reformas se crearon los estancos para controlar la producción de las bebidas embriagantes, el tabaco, la pólvora, los naipes y el patio de gallos. La real hacienda subastaba el estanco anualmente y un particular lo compraba, convirtiéndose así en el dueño del monopolio de cierto producto. Ese mismo año se crearon cuatro subdelegaciones de la Real Hacienda en San Salvador, Ciudad Real, Comayagua y León y la estructura político administrativa del Reino de Guatemala cambió a quince provincias:
Además de esta redistribución administrativa, la corona española estableció una política tendiente a disminuir el poder de la Iglesia católica, el cual hasta ese momento era prácticamente absoluto sobre los vasallos españoles. La política de disminución de poder de la iglesia se basaba en la Ilustración y tenía seis puntos principales, pero destacaba una crítica al papel de la Iglesia dentro de la sociedad y de sus organismos derivados, sobre todo de las cofradías y hermandades.